# 17-XX
Classificazione delle ricerche matematiche: sezioni di livello 1

00-XX 01 03 05 06 08 | 11 12 13 14 15 16 17 18 19 20 22 | 26 28 30 31 32 33 34 35 37 39 40 41 42 43 44 45 46 47 49 | 
 51 52 53 54 55 57 58 | 60 62 65 68 | 70 74 76 78 | 80 81 82 83 85 86 | 90 91 92 93 94 97-XX
In matematica 17-XX è la sigla della sezione primaria dello schema di classificazione MSC dedicata ad anelli nonassociativi e algebre nonassociative.
Questa pagina presenta la struttura ad albero delle sue sottosezioni secondarie e terziarie.

## 17-XX
anelli nonassociativi e algebre nonassociative
- 17-00 opere di riferimento generale (manuali, dizionari, bibliografie ecc.)
- 17-01 esposizione didattica (libri di testo, articoli tutoriali ecc.)
- 17-02 presentazione di ricerche (monografie, articoli di rassegna)
- 17-03 opere storiche {!va assegnato almeno un altro numero di classificazione della sezione 01-XX}
- 17-04 calcolo automatico esplicito e programmi (non teoria della computazione o della programmazione)
- 17-06 atti, conferenze, collezioni ecc.
- 17-08 metodi computazionali

## 17Axx
anelli non associativi generali
- 17A01 teoria generale
- 17A05 anelli con potenze associative
- 17A15 algebre di Jordan non commutative
- 17A20 algebre flessibili
- 17A30 algebre soddisfacenti altre identità
- 17A32 algebre di Leibniz
- 17A35 algebre con divisione
- 17A36 automorfismi, derivate, altri operatori
- 17A40 composizioni ternarie
- 17A42 altre composizioni n-arie (n = 3)
- 17A45 algebre quadratiche (purché non algebre quadratiche di Jordan)
- 17A50 algebre libere
- 17A60 teoria strutturale
- 17A65 teoria radicale
- 17A70 superalgebre
- 17A75 algebre di composizione
- 17A80 algebre valutate
- 17A99 argomenti diversi dai precedenti, ma in questa sezione

## 17Bxx
algebre e superalgebre di Lie
{per i gruppi di Lie, vedi 22Exx}
- 17B01 identità, (super) algebre di Lie libere
- 17B05 teoria strutturale
- 17B08 orbite coaggiunte; varietà nilpotenti
- 17B10 rappresentazioni, teoria algebrica (pesi)
- 17B15 rappresentazioni, teoria analitica
- 17B20 (super) algebre semplici, semisemplici, riduttive (radici)
- 17B22 sistemi di radici
- 17B25 (super) algebre eccezionali
- 17B30 (super) algebre risolubili, (super) algebre nilpotenti
- 17B35 algebre inviluppanti universali [vedi anche 16S30]
- 17B37 gruppi quantistici (algebre inviluppanti quantizzate) e deformazioni collegate [vedi anche 16W35, 20G42, 81R50, 82B23]
- 17B40 automorfismi, derivazioni, altri operatori
- 17B45 algebre di Lie di gruppi algebrici lineari [vedi anche 14Lxx, 20Gxx]
- 17B50 (super) algebre di Lie modulari
- 17B55 metodi omologici per le (super) algebre di Lie
- 17B56 coomologia delle (super) algebre di Lie
- 17B60 (super) algebre di Lie associate con altre strutture (associative, di Jordan ecc.) [vedi anche 16W10, 17C40, 17C50]
- 17B62 bialgebre di Lie
- 17B63 algebre di Poisson
- 17B65 (super) algebre di Lie infinito-dimensionali [vedi anche 22E65]
- 17B66 algebre di Lie di campi vettoriali ed algebre collegate
- 17B67 algebre di Kac-Moody (struttura e teoria delle rappresentazioni)
- 17B68 algebre di Virasoro ed algebre collegate
- 17B69 operatori di vertice, algebre di operatori di vertice e strutture collegate
- 17B70 algebre di Lie graduate, superalgebre di Lie graduate
- 17B75 algebre di Lie colorate, superalgebre di Lie colorate
- 17B80 applicazioni ai sistemi integrabili
- 17B81 applicazioni alla fisica
- 17B99 argomenti diversi dai precedenti, ma in questa sezione

## 17Cxx
algebre di Jordan (algebre, triple e coppie)
- 17C05 identità e strutture libere di Jordan
- 17C10 teoria strutturale
- 17C17 radicali
- 17C20 algebre semplici, algebre semisemplici
- 17C27 idempotenti, decomposizioni di Peirce
- 17C30 gruppi associati, automorfismi
- 17C36 varietà associate
- 17C37 geometrie associate
- 17C40 strutture di Jordan eccezionali
- 17C50 strutture di Jordan associate con altre strutture [vedi anche 16W10]
- 17C55 strutture di dimensione finita
- 17C60 algebre con divisione
- 17C65 strutture di Jordan su spazi di Banach e su algebre di Banach [vedi anche 46H70, 46L70]
- 17C70 super strutture
- 17C90 applicazioni alla fisica
- 17C99 argomenti diversi dai precedenti, ma in questa sezione

## 17Dxx
altri anelli nonassociativi ed algebre nonassociative
- 17D05 anelli alternativi
- 17D10 anelli ed algebre di Mal'cev (Mal'tsev)
- 17D15 anelli alternativi a destra
- 17D20 (γ,δ)-anelli, inclusi gli (1,-1)-anelli
- 17D25 algebre di Lie ammissibili
- 17D92 algebre genetiche
- 17D99 argomenti diversi dai precedenti, ma in questa sezione